# Курд Валентин фон Плесен
Курд Валентин фон Плесен (на немски: Curd Valentin von Plessen; *7 април 1603; † 7 ноември 1679 в рицарското имение Мюселнов, днес част от Кулен-Вендорф в Мекленбург-Предна Померания) е благородник от род фон Плесе/Плесен.
Той е син на Хайнрих фон Плесен (1561 – 1639) и съпругата му Ева фон Плесен (ок. 1575 – сл. 1649), дъщеря на Даниел фон Плесен-Щайнхаузен († 1597/1598) и Маргарета фон Крозигк († 1625). Внук е на Беренд фон Плесен († 1594) и първата му съпруга Катарина фон Шперлинг († ок. 1565).
Потомък е на Хелмолд IV фон Плесе († сл. 1283/пр. 1226), който е военен префект при херцог Хайнрих Лъв и на син му император Ото IV, и командир на кръстоносния поход в Ливланд/Ливония 1211 г.
Брат е на Катарина фон Плесен († 1635), омъжена за Корд фон Плесен († 1638, Любек), и на Илзаба Доротея Плесен († 1672), омъжена за Корд фон Шперлинг († 1652).
Фамилията фон Плесен притежава от 1333 до 1790 г. рицарското имение Мюселнов в Мекленбург-Предна Померания.

## Фамилия
Курд Валентин фон Плесен се жени за Агата фон Бюлов (* 1614; † 19 октомври 1653), дъщеря на Юрген фон Бюлов (1580 – 1639) и Анна фон дер Люе (1590 – 1620). Тя е сестра на Вико фон Бюлов (1620 – 1695). Те имат един син:
- Корд Валентин фон Плесен (* 1652, Щернберг; † 1714, Гресов), женен за Луция Мария фон Плесен (* 17 юли 1661, Дьонкендорф ; † 13 април 1693, Гресов), дъщеря на Даниел Фридрих фон Плесен (1629 – 1690) и Анна Луция фон Гьорне († 1675); имат дъщеря

Курд Валентин фон Плесен се жени втори път за Анна София фон Пентц, дъщеря на Корд фон Пентц († 1669) и Катарина фон Бюлов († 1669). Те имат един син:
- Беренд Хартвиг фон Плесен (* 22 май 1659, Мюселмов; † 18 юни 1738, Шверин), женен I. на 26 октомври 1692 г. за Мария фон Бюлов († 3 ноември 1699, Готесгабе), дъщеря на Вико фон Бюлов (1620 – 1695) и Доротея фон Оертцен (1620 – 1695); имат син и дъщеря; II. на 10 ноември 1700 г. в Готесгабе за София Агнес фон Плесен (* 1673, Дьонкендорф; † 1 май 1716), дъщеря на Даниел Фридрих фон Плесен (1629 – 1690) и Анна Луция фон Гьорне († 1675).